# 前田希美
前田 希美（まえだ のぞみ、1993年〈平成5年〉6月16日 - ）は、日本のファッションモデル、女優、YouTuber。埼玉県浦和市（現：さいたま市）出身。TRUSTAR所属。夫はプロサッカー選手で浦和レッズ所属の渡邊凌磨。

## 略歴
2006年、『ピチレモン』（学研パブリッシング）第14回読者モデルオーディションで準グランプリ、新設された「プリウリ賞」を受賞。同年6月号より専属モデルとして活動。
2007年1月、WEBシネマ『リアルシスター』で女優デビュー。同年4月から1年間『おはスタ』（テレビ東京）でおはガールとして出演。
2008年、『週刊ヤングジャンプ』（集英社）「セイコレジャパン」Girls編で準グランプリを受賞。11月には映画『誰も死なない』で初主演を務めた。
2010年、『ピチレモン』2010年10月号（2010年9月1日、学研パブリッシング）を以って5年務めたピチレモン専属モデルを卒業。ピチレモン表紙登場回数は歴代1位の25回。9月12日、1stフォトブック『maenon.』の発売記念を記念しサイン会を行った。同年、NHK大河ドラマ『龍馬伝』でお龍の妹・光枝役を演じる、初の時代劇出演で。
2011年、『Popteen』5月号（角川春樹事務所）から専属モデルとして活動。8月にはホラー映画『エコエコアザラク -黒井ミサ・ファーストエピソード』できた日本ホラー界のスーパーヒロイン、黒井ミサを熱演する。
2013年1月5日、2冊目の写真集『Non non,NON!』の発売を記念し、神保町のSHOSEN+でイベントが行われた。同年、白井那奈とのユニット「ななのん」結成（2014年に小西康陽プロデュースでCDデビューするも2015年ユニットとしての活動休止）2014年11月1日、主演映画『ヲ乃ガワ‐WONOGAWA‐』公開。
2016年にはさいたま市岩槻を舞台にした長編映画 『街をみる』主演を務める。
2017年4月、契約期間満了のため所属していたタンバリンアーティスツを退所。7月1日にTwitter（現・X）にてヴィズミックに所属を公表。12月1日発売の 『Popteen』1月号をもって専属モデルを卒業することがわかった。 
2018年、アパレルブランド「N WITH.」を立ち上げ、モデルとしてはもちろん、女優・タレント、アパレルプロデューサー、YouTuberと幅広いジャンルでマルチに活動中。
2024年3月には発売の『週刊プレイボーイ』15号の表紙＆巻頭グラビアに登場。5月11日、芸能界に入って二十周年、3rd写真集 『NEVER』を発売。
2025年4月9日、自身のInstagramを更新し、プロサッカー選手の渡邊凌磨と結婚したことを発表した。

## 作品

### シングル
- ぼくのじゃない (feat. 前田希美)（2020年2月14日）

こいとも
- キミのとなり/Story（2007年11月21日、COCC-16038） - EAN 4988001927693。

ななのん
- ななななのんのん（2014年8月12日、TRNW-59） - EAN 4562166392529。
- ROCK NANANON（2015年3月24日）
- キス ミー ダーリン◆ feat.ザ50回転ズ（2015年8月4日）

### 映像作品
- リアルシスター Vol.1（2007年7月27日） - EAN 4560161567706。
- リアルシスター Vol.2（2007年7月27日） - EAN 4560161567713。
- リアルシスター Vol.3（2007年7月27日） - EAN 4560161567720。
- ミルパパ〜幸せの雑貨店〜Vol.1（2008年4月25日） - EAN 4562102158363。
- ミルパパ〜幸せの雑貨店〜Vol.2（2008年5月23日） - EAN 4562102158554。
- 魔法のiらんどDVD 呪われた学校 -完全版-（2009年7月17日） - EAN 4988126207168。
- Non-stop!（2014年1月25日） - ISBN 9784847046131。

## 出演

### バラエティ
- ピチスタ（2006年11月 - 2008年6月、テレビ埼玉）
- おはスタ（2007年4月5日 - 2008年3月28日、テレビ東京） - おはガール
  - ゲスト出演（2009年2月23日 - 27日[注 1]、2020年9月17日[注 2]）
- タンバリンマニアTV（2009年4月17日 - 2011年7月17日、エンタ!371）
- ウエンズデー J-POP（2009年11月25日 - 2011年3月2日、NHKBS2） - さくらベイビーズ
- すイエんサー（2010年3月30日 - 2017年3月、NHKEテレ） - すイエんサーガールズ
- 妄萌がーる。（2017年5月、テレビ朝日）[16]
- Kawaii JAPAN-da!!（2018年2月 - MBS/SSTV） - レギュラー出演
- どっぷりアプリ（2018年4月12日 - 2021年9月28日、BS11）
- 荒野行動女子部（2019年5月19日、BSフジ）[17]
- ドレスキーとコレスキー（2024年1月3日、テレ玉）- MC
- 怪談のシーハナ聞かせてよ。第四章（2024年4月8日、エンタメ～テレ）[18]
- カスタマーねた！ファースト（2024年7月22日、J:COM）
- 情報番組マチコミ（2024年10月18日、テレビ埼玉）

### テレビドラマ
- SOIL ソイル（2010年3月6日 - 4月24日、WOWOW） - 三浦静香 役
- 大河ドラマ 龍馬伝 第24話 - 第25話（2010年6月13日 - 20日、NHK） - 楢崎光枝 役[5]
- Q10（2010年10月16日 - 12月11日、日本テレビ） - 吉永文子 役
- 隠密秘帖（2011年1月1日、NHK） - 神谷千景 役
- 呪報2405 ワタシが死ぬ理由 第9話（2012年9月6日、関西テレビ） - 主演・田沼由梨絵 役
- 牙狼〈GARO〉〜闇を照らす者〜 第7話 - 第24話（2013年5月17日 - 9月13日、テレビ東京） - 洲崎類 役
- 新・御宿かわせみ（2013年9月16日、時代劇専門チャンネル） - 神林千春 役
- 紙の月（2014年1月7日 - 2月4日、NHK） - 梅澤梨花（高校時代） 役
- 土曜ワイド劇場 新・ヤメ検の女6（2015年11月7日、朝日放送） - 阿部梨花 役
- 横浜見聞伝スター☆ジャンEpisode:2（2016年4月24日、テレビ神奈川）- エマニア 役[19]
- 戦慄女子 トル女編 (2018年9月22日、エンタメ～テレ） - 主演・真希 役[20]
- 警視庁・捜査一課長 2020（2020年4月9日、テレビ朝日） - 月庭夢里 役

### 映画
- 誰も死なない - ウェイバックマシン（2009年2月1日アーカイブ分）（2008年11月22日、カイカイキキ） - 主演・畑庭苺 役
- 携帯彼氏（2009年10月24日、GONZO / シナジー） - 相川絵里 役
- エコエコアザラク -黒井ミサ・ファーストエピソード（2011年8月27日） - 主演・黒井ミサ 役[6]
- リアル鬼ごっこ4（2012年5月19日、Thanks Lab.） - 黒木真由梨 役
- 臨場 劇場版（2012年6月30日、東映） - 関本好美 役
- ヲ乃ガワ-WONOGAWA-（2014年11月1日、ヲ乃ガワ製作委員会） - 主演・月山ヲノガ 役[21]
- 早乙女4姉妹（2015年10月17日、ソウルエイジ） - まえのん 役[22]
- 死臭 つぐのひ異譚 （2015年4月公開、日本スカイウェイ） - 主演・松本杏子 役[23]
- コープスパーティー（2015年8月1日、ツインピークス、キャンター） - 篠崎あゆみ 役[24]
- 街をみる（2016年、さいたま市長編映画製作実行委員会） - 主演・桜木梢 役 [11]
- コープスパーティー Book of Shadows （2016年7月30日、ツインピークス、キャンター） - 篠崎あゆみ 役[25]
- 劇場版 横浜見聞伝スター☆ジャンEpisode：Final（2018年7月21日）- エマニア 役[26]
- BD〜明智探偵事務所〜（2018年10月12日、キャンター） - ヒロイン・花崎マユミ 役[27]

### 舞台
- タンバリンプロデューサーズ「舞台 新耳袋〜住人恐想曲〜」（2010年4月2日 - 6日、シアターグリーン BIG TREE THEATER）[28]
- 腹筋善之介×川崎インキュベーター「熱血！夜間学校クラブ！略してヤガク！」（2011年2月9日 - 13日、ラゾーナ川崎プラザソル） - ヒロイン・高畑ミラ 役
- タンバリンプロデューサーズ 「黒椿」（2011年7月16日 - 24日、池袋あうるすぽっと） - ヒロイン・葉奈 役[29]
- アリスインプロジェクト「アリスインデッドリースクール オルタナティブ[30]」（2013年3月20日 - 24日、六行会ホール） - 主演・墨尾優 役[注 3]
- SEP「ポチッとな。-Switching On Summer-」（2013年7月10日 - 15日、俳優座劇場） - ヒロイン・遠山明日香 役
- SEP「ラズベリーガール」（2013年9月21日 - 23日、ザ・ポケット） - 主演・三宅笑子 役
- 企画演劇集団ボクラ団義「虹色の涙 鋼色の月」（2013年12月4日 - 15日、東京 / 大阪） - 主演・ルナ 役[31]
- 企画演劇集団ボクラ団義「ゴーストライターズ!!」〜前田希美編〜（2014年3月1日 - 9日、SPACE107） - 主演・舞 役[注 4][32]
- タンバリンステージ「刻め、我ガ肌ニ君ノ息吹ヲ」（2014年7月16日 - 21日、俳優座劇場） - ヒロイン・静 役
- アリスインプロジェクト「エデンの空に降りゆく星唄[33]」（2014年8月13日 - 17日、六行会ホール） - 主演・水留咲希 役[注 3]
- amipro「ZIPANG！パイレーツ」（2015年2月15日 - 22日、あうるすぽっと） - ヒロイン・ハカナ 役
- 舞台版「レーカン!」[34]」（2015年11月11日 - 15日、日本芸術専門学校 大森校劇場） - 主演・天海響 役
- ペイフォワードプロジェクト「ヨミガエラセ屋」（2016年4月2日、新宿村LIVE） - 日替わりゲスト・ベニシマヒカル 役[35]
- 青の祓魔師 〜京都紅蓮編〜[36]（2016年8月5日 - 14日、Zeppブルーシアター六本木） - ヒロイン・杜山しえみ 役
- オッドエンタテインメント「まじかるすいーと プリズム・ナナ ザ・スターリーステージ[37]」（2017年9月13日 - 18日、サンシャイン劇場） - 主演・柊マコ / ライトニングナナ 役

### WEBドラマ
- 呪われた学校「教室〜ヒトガタノシミ〜」（2008年12月 - 2009年1月、魔法のiらんどTV） - 主演・瑞惠
- リアルシスター（2007年1月 - 6月、ミランカ） - 網干悌蘭 役
- ミルパパ〜幸せの雑貨店〜（2007年8月15日 - 10月1日、ミランカ） - 主演・水川百恵 役
- C.I.Aサイバー・インテリジェント・エンジェルズ（2010年2月1日 - 全12話、TBS） - まえのん（ANGEL見習い） 役
- あの夏の恋はインクで滲んでいて（2020年8月8日、YouTube）- 主演
- きゅんとする家電（2021年12月10日、YouTube）- あやか 役
- 愛のあとにくるもの（2024年10月、Amazon Prime Video）- のぞみ 役[38]

### ラジオドラマ
- 青春アドベンチャー　三匹のおっさん（2011年11月28日 - 12月9日、 NHK-FM） - 有村早苗 役
- FMシアター　線路は曲がるよどこまでも（2012年3月17日、NHK-FM）
- 青春アドベンチャー　やけっぱちのマリア（2012年12月10日 - 21日、NHK-FM） - マリア 役
- 青春アドベンチャー　いまはむかし〜竹取異聞〜（2013年11月25日 - 12月13日、NHK-FM） - 朝香 役
- FMシアター　夕暮れ迷子（2014年5月3日、NHK-FM）
- 歌舞伎町の吸血ホスト（2022年8月1日、NUMA） - 主演・真白 役[39]

### CM
- ヒーリーズ（2008年8月 - ）
- 森永製菓 ハイチュウ （2009年2月 - ）
- 千寿製薬 NewマイティアCL（2009年7月 - ）
- 伊右衛門（2010年6月 - ）
- 日本コカ・コーラ コカ・コーラ（2010年6月 - ）
- ヴィーナスアカデミー（2018年-2020年）
- エステグランデ（2018年5月 - ）
- ハニーチェ（2018年9月 - ）
- ニベアボディウォッシュ（2020年4月 - ）
- Belletia PARIS（2020年5月 - ）
- ナイトアイボーテ（2020年8月 - ）
- IRIEBEACH（2020年11月 - ）
- HK WORKS LONDON（2021年2月 - ）

### ネット配信
- Girls＠SweetStreet（TBS）
- キミフジコレクション♪（2010年5月、フジテレビ） - 審査員
- アイドル番組やってみた@アメスタ（2013年7月17日 - 2014年7月8日、アメーバスタジオ） - 月1回放送MC（なあ坊豆腐@那奈と）
- イマっぽTV（AbemaTV） - MC[40]
- アベマ大縁日〜人気番組勢ぞろい！神宮花火大会生中継で豪華プレゼント大放出SP〜（2018年8月11日、AbemaTV） - イマっぽTV代表[41]
- あざと女子まえのんに学べ♡彼とのデート前夜にすべきこと&楽しみ方（2019年1月13日、ローリエプレス）
- まえのんの #彼女感 写真がかわいすぎ♡　盛れるカメラアプリ&加工方法（2019年1月9日、ローリエプレス）
- まえのんのすべてを大公開「のぞみのすべて。」 王子とリアルデートも!?【サイン本プレゼント】（2019年1月7日、ローリエプレス）

### イメージキャラクター
- プリウリ（2006年5月 - 2007年4月、3代目プリウリイメージモデル）
- アットゲームズ（2008年7月 - 9月、ジークレスト）
- ラブトキシック（2009年4月 - 、イメージモデル）

### ファッションショー
- KANSAI COLLECTION 2024 AUTUMN＆WINTER（2024年8月1日、京セラドーム大阪）[42]

### イベント
- 東京ゲームショウ2006（2006年9月22 - 24日、幕張メッセ） - NTTドコモブース内バンダイネットワークスコーナー「ガンダムシードデスティニー」
- 東京ゲームショウ2007（2007年9月20 - 23日、幕張メッセ） - NTTドコモブース内バンダイネットワークスコーナー イメージガール
- ピチレモンフェスタ in としまえん（2006年10月7日、としまえん）
- ピチレモンフェスタTV2（2008年9月15日、学研本社）
- ピチレモンフェスタTV3（2009年4月4日、東京都内）
- 次世代ワールドホビーフェア'07 Summer（2007年6月23 - 24日、幕張メッセ） - おはスタSTAGE
- 次世代ワールドホビーフェア'08 Winter（2008年1月19 - 20日、幕張メッセ） - おはスタSTAGE
- おはガールイベント（2007年11月25日、サンストリート亀戸）
- おはガールイベント（2007年12月2日、イオン与野ショッピングセンター）
- おはガールイベント（2007年12月9日、イトーヨーカドーアリオ蘇我）
- Priuriトークショー with ピチレモン（2008年4月5日、アピタ長久手店）
- Priuriトークショー with ピチレモン（2008年4月6日、ららぽーと横浜店）
- Priuriトークショー with ピチレモン（2009年3月22日、アピタ長久手店）
- キラキラ・プリンセス・コレクション2008（2008年8月29日、TBS赤坂サカス広場） - TBS×ピチレモンスペシャルコラボイベント
- タンバリンマニア01（2008年1月6日、北沢タウンホール）
- タンバリンマニア02（2008年3月29日、秋葉原GOODMAN）
- タンバリンマニア03（2008年9月27日、秋葉原GOODMAN）
- タンバリンマニア04（2009年1月12日、西新宿クロスロード）
- タンバリンマニア・サイズS（2009年3月15日、秋葉原GOODMAN）
- ラブトキシック デビューイベント（2009年4月26日、ららぽーと豊洲）
- サン宝石1日店長（2009年5月5日、サン宝石コクーン新都心店）
- 秋は文化祭 TM05 〜今年のテーマは「夏の忘れ物」〜（2009年11月3日、アイピット目白）
- タンバリンマニア06 バレンタインは渋谷でねっ。（2010年2月14日、渋谷JPOP-CAFE）
- ピチレモン25周年イベント ☆ピチレモン×MEGA WEB☆ 『MEGAたのし〜春休みガールズピチフェスタ』（2010年3月21日 - 4月4日、MEGA WEB トヨタシティショーケース1階メガステージ）
- タンバリンマニア007 〜麻布十番より愛をこめて〜（2010年6月20日、アトリエフォンテーヌ）
- タンバリンマニア08 下北沢で見てね、聴いてね、歌ってね!（2010年9月5日、下北沢ReG）
- タンバリンマニア009 あとは勇気だけだ!（2010年11月28日、昼の部黒い幽霊編第1部 / 夜の部天使編、中目黒キンケロ・シアター）

### スチール
- セシール『Cupop』
- ニッセン 『プチベリー』

### アニメ
- 一期一会 恋バナ友バナ（キッズステーション） - 声優として
- 一期一会〜キミノコトバ〜（2010年10月24日 - 2011年1月30日、キッズステーション） - ささやん
- にゃんぱいあ（2011年7月6日 - 9月21日、キッズステーション） - 毛利くん、小森くん

### PV
- 右手愛美『Go-Go-Fighteen!』（2006年8月23日、コナミ） - バックダンサー
- indigo7『on your way』（2011年8月3日）
- 8utterfly『エミ ～本当の友だち～』（2015年8月12日）
- erica『ひらひらり』（2016年2月）
- ももちひろこの『好きだから言えない』（2016年11月23日）
- MAGIC OF LiFE『記念日』（2020年12月16日）

## 書籍

### 写真集・ムック本
- 前田希美♡Lovetoxic（2010年3月18日、学研パブリッシング）ISBN 978-4056059014
- かんたん! ちょッ早! めちゃカワ♡ ヘアアレンジ（2010年7月31日、学研パブリッシング）ISBN 978-4056060164
- 前田希美 1stフォトブック「maenon」（2010年9月7日、学研パブリッシング） - ISBN 978-4056060904
- Non non, NON!（2013年12月25日、ワニブックス、撮影：西條彰仁） ISBN 978-4847046018
- まえのん 前田希美 Fashion Book（2014年4月12日、宝島社）ISBN 978-4800221339
- MAEDA NOZOMI STYLE BOOK のぞみのすべて。（2018年12月25日、主婦の友社）ISBN 978-4074353828
- NEVER（2024年5月13日予定、集英社）ISBN 978-4087901436

### 雑誌
- ピチレモン（2006年6月号 - 2010年10月号、学研パブリッシング） - 専属モデル
- 子供の科学（2006年10月号、誠文堂新光社） - 表紙モデル
- 小学六年生（小学館）
- 週刊ヤングジャンプ（2008年7月24日号、集英社） - 快適爆走GOODS PRESENT!!
- 週刊ヤングジャンプ（2008年11月27日号、集英社） - セイコレ☆ジャパン大文化祭
- 週刊プレイボーイ（2008年7月28日号、集英社） - はつなつ
- BOMB（2008年12月号、学研パブリッシング）- キラキラ・ティーンモデル31人大集合!
- BOMB（2009年1月号、学研パブリッシング）- 特別付録DVD・BOMB Vol.11
- popteen（2011年5月号、角川春樹事務所） - 専属モデル
- PIRKAgirls（2011年9月、学研パブリッシング） - Loveかわ❤1weeks×2